# Safoutier
Dacryodes edulis
Espèce
Synonymes
- Canarium edule
- Canarium saphu
- Pachylobus edulis

Classification phylogénétique
Le safoutier (Dacryodes edulis, synonyme de Pachylobus edulis G.Don (1832)) est une appellation d'origine congolaise d'un arbre fruitier oléifère de la famille des Burseraceae. Le fruit comestible est le safou, ou prune au Cameroun, ou encore Atanga au Gabon. Il est cultivé en Afrique dans les zones équatoriales, tropicale humide et tropicale d’altitude, du Nigéria jusqu'en Ouganda à l'Est, et jusqu'en Angola au Sud. C'est l'un des seuls arbres d'origine africaine cultivé par les populations d’Afrique centrale.

## Botanique

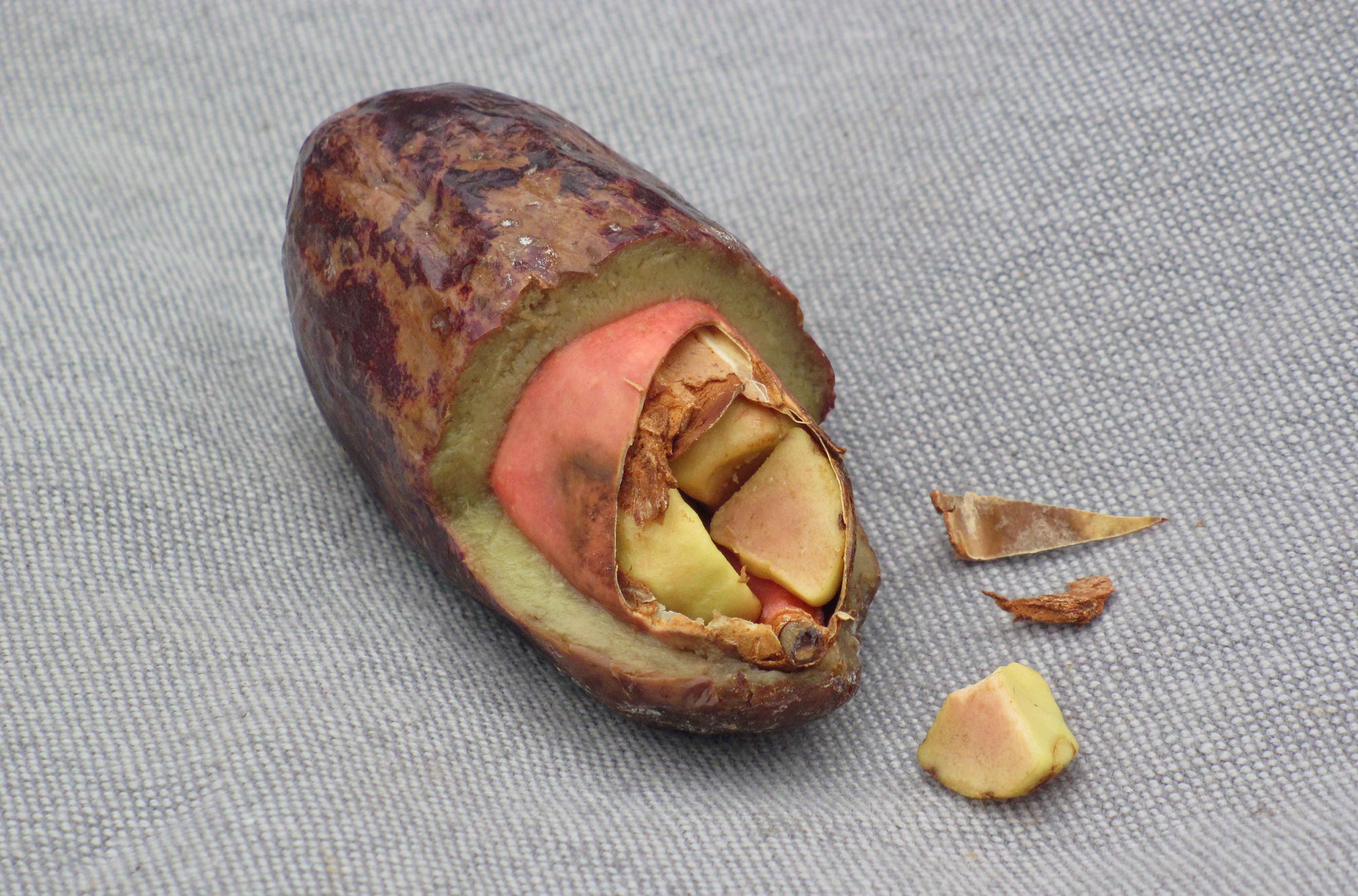
Fruit du safoutier (Cameroun).

Il appartient à la famille des Burseraceae, dont les 700 espèces environ sont réparties dans les zones tropicales et subtropicales, avec quelques espèces en zones tempérées chaudes. Environ 90 espèces sont recensées dans le genre Dacryodes, le plus grand nombre en Amérique du Sud, suivie de l’Afrique et de l’Asie. Toutes les espèces africaines sauf une (D. trapnellii) sont présentes dans les forêts sempervirentes et semi-décidues de la zone guinéo-congolienne.

## Répartition géographique et habitat

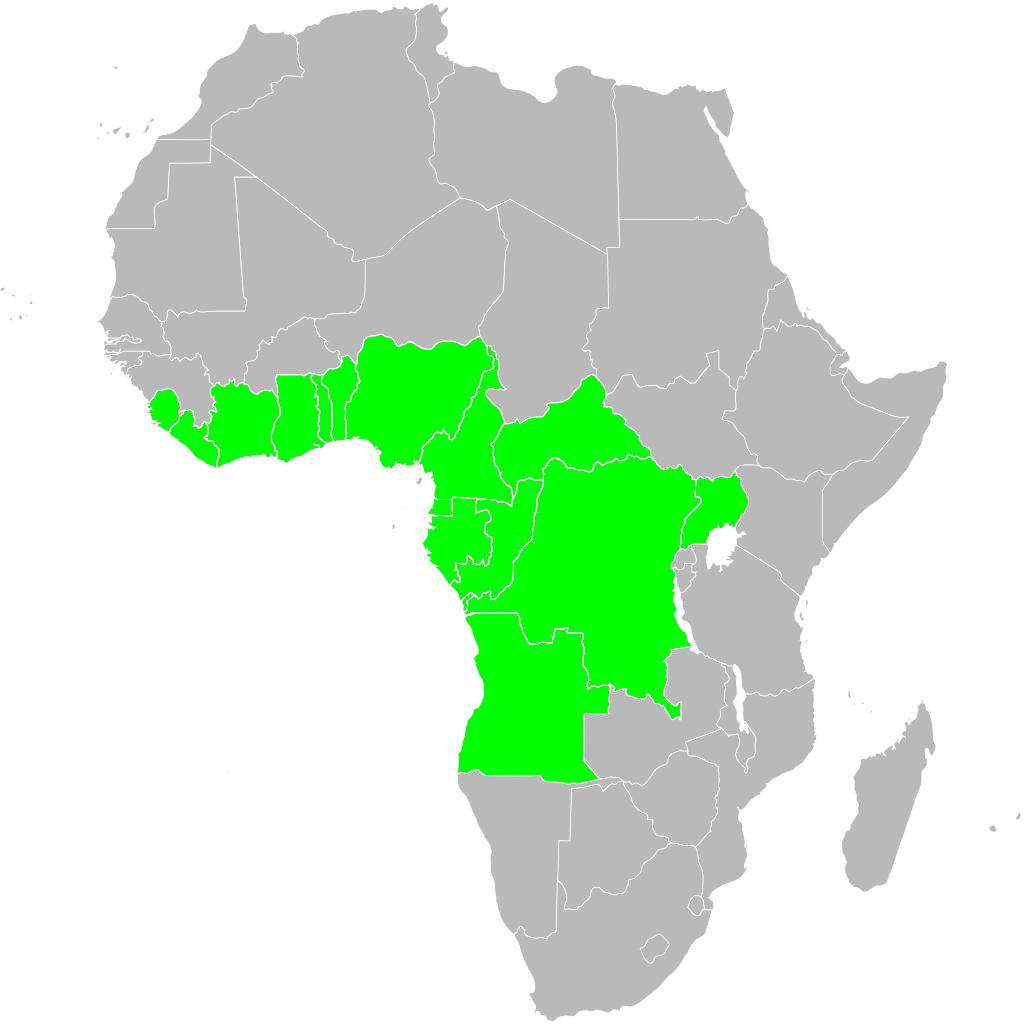
Répartition géographique du safoutier.

Les safoutiers poussent en Afrique centrale, du Nigéria à l'Angola. Il y en a beaucoup en République Démocratique du Congo, par exemple. Cependant, c'est un arbre qui est presque absent de pays plus à l'est comme la Tanzanie et plus au sud, comme la Zambie.

## Intérêt alimentaire
Le safoutier fournit le safou, un fruit riche en nutriments et apprécié en Afrique subsaharienne. 
Le fruit du safou (également dénommé « prune » au Cameroun, et «atanga» au Gabon) est préparé comme un légume : bouilli ou grillé . Comme un légume encore, il est presque toujours consommé avec du sel. C'est l'endocarpe, séparé de la graine, qui est mangé. Ce fruit peut contribuer à la sécurité alimentaire et nutritionnelle des pays où il est présent.

## Culture
Le safoutier est spécialement sensible à l'alternance : longue période de repos de l'arbre femelle après fructification, qui peut être bisannuelle ou trisannuelle. Les causes de ce phénomène sont encore mal connues. La probable accentuation de ce cycle serait en lien avec l'irrégularité de production florale des plantes mâles et hermaphrodites et la variation saisonnière du sexe floral.

## Étymologie
Le mot safou vient du Kikongo, une des langues parlées en Afrique centrale, notamment en République démocratique du Congo, en République du Congo  et en Angola. Le mot s'écrit Nsafu dans cette langue.

## Économie et commerce
En Afrique centrale, comme par exemple en République démocratique du Congo, les safous s'achètent sur les marchés. Ils ne se vendent pas cher. Par ailleurs, étant donné que ces fruits ne remportent pas beaucoup de succès chez les non-Africains, ils ne sont que très rarement exportés et, lorsqu'ils le sont, ce n'est pas par tonnes mais par kilos.